# 柏生無齒蛤
柏生無齒蛤（学名：Thyasira borshengi），又名龜山齒無貝，为索足蛤科索足蛤屬下的一个物种。模式種採樣自台灣龜山島（模式標本NSMT-Mo 71306, 14.0mmx11.4mmx7.3mm）。

## 外部連結
- 維基物種上的相關：柏生無齒蛤